# Косовський Віталій Владиславович
Косо́вський Віта́лій Владисла́вович (нар. 11 серпня 1973, Острог, Рівненська область) — радянський, а потім український футболіст, півзахисник київського «Динамо» кінця 90-х років 20 століття. Виступав за збірну України. 2019 року був головним тренером полтавської «Ворскли». Заслужений тренер України. Освіта — вища, закінчив Національний університет фізичного виховання і спорту України, факультет футболу.

## Клубна кар'єра
Вихованець ДЮСШ м. Нетішин, Хмельницької обл. Виступи у великому футболі розпочав з Другої ліги СРСР, граючи за хмельницьке «Поділля». Потім грав за «Ниву» (Вінниця).
З літа 1994 виступав за «Динамо» Київ, де відразу став основним гравцем. У дебютному сезоні він зіграв 27 ігор у чемпіонаті, в яких забив 6 голів, а також зіграв 7 матчів у Лізі чемпіонів і забив один гол, вигравши також своє перше чемпіонство, яке також здобував з командою і наступні п'ять років. Всього у складі «біло-синіх» відіграв 131 матч і забив 20 голів. Автор одного з м'ячів у ворота мюнхенської «Баварії» під час півфіналу Ліги чемпіонів 1998/99 року, найвищого результату в історії українських команд в цьому турнірі. Всього у єврокубках зіграв 42 матчі, забив 4 голи. Останні роки кар'єри практично не грав через травми і завершив професійну кар'єру 2003 року. Згодом грав за аматорський клуб «Ірпінь» (Гореничі).
Свій стиль гри він характеризував так: «швидкість, проходи по флангу, націлені передачі, які доходять до гравців»

## Виступи у збірній
Грав за юнацьку збірну СРСР.
У молодіжній збірній України провів 16 матчів, забив 4 голи.
У національній збірній України дебютував 1 травня 1996 року в матчі проти збірної Туреччини. Всього за збірну України провів 25 матчів, забив 2 голи.

## Тренерська кар'єра
Після закінчення кар'єри працював селекціонером київського «Динамо» (2003-2006 роки), де одним з його креатур був юний Віталій Мандзюк, який згодом доріс до першої команди та національної збірної.
Згодом працював у тренерському штабі «Ниви» (Вінниця), а восени 2011 року у кількох матчах керував командою як головний тренер.
У червні 2012 року став тренером юніорів київського «Динамо» разом із Валентином Белькевичем, а з наступного року став асистентом тренера в молодіжній команді «Динамо».
У 2014 році перейшов на роботу тренером в Дитячо-юнацьку футбольну школу «Динамо» (Київ) ім.Валерія Лобановського. У сезоні 2014/15 разом із командою «Динамо» став чемпіоном Дитячо-юнацької ліги України у віковій категорії U-16. У сезоні 2015/16 привів «Динамо до перемоги в чемпіонаті ДЮФЛ України U-17, а в сезоні 2016-17 — в чемпіонаті U-14. 
У 2017-18 роках працював помічником старшого тренера в «Динамо» (Київ) U-19, 
У січні 2019 року став тренером молодіжного складу «Ворскли», а вже в кінці березня того ж року після звільнення головного тренера першої команди Василя Сачка, саме Косовський став в.о. головного тренера. Із липня 2019 року до листопада був головним тренером.
З листопада 2019 року Віталій Косовський повернувся до роботи старшим тренером молодіжного складу полтавської «Ворскли». У травні 2021 року клубний контракт із ним було продовжено, а вже у липні 2022 року тренер очолив U-19 футбольного клубу «Кривбас» . У Кривому Розі Косовський відпрацював до липня 2023 року.

## Титули та досягнення
- Чемпіон України (6): 1994—95, 1995—96, 1996—97, 1997—98, 1998—99, 1999–2000
- Володар Кубка України (4): 1995—96, 1997—98, 1998—99, 1999–2000
- Півфіналіст Ліги Чемпіонів (1): 1999

## Статистика виступів в Україні на професіональному рівні
Інформація станом на 05 жовтня 2009 р.
| Клуб                | Сезон   | Ліга       | Чемпіонат | Чемпіонат | Кубок | Кубок | Єврокубки | Єврокубки | Збірна | Збірна | Загалом | Загалом |
| Клуб                | Сезон   | Ліга       | Матчі     | Голи      | Матчі | Голи  | Матчі     | Голи      | Матчі  | Голи   | Матчі   | Голи    |
| ------------------- | ------- | ---------- | --------- | --------- | ----- | ----- | --------- | --------- | ------ | ------ | ------- | ------- |
| «Нива» (Вінниця)    | 1992    | Вища ліга  | 16        | 6         | 1     | -     | -         | -         | -      | -      | 17      | 6       |
| «Нива» (Вінниця)    | 1992—93 | Перша ліга | 41        | 14        | 1     | -     | -         | -         | -      | -      | 42      | 14      |
| «Нива» (Вінниця)    | 1993—94 | Вища ліга  | 29        | 6         | 4     | 2     | -         | -         | -      | -      | 33      | 8       |
| «Динамо» (Київ)     | 1994—95 | Вища ліга  | 27        | 6         | 3     | -     | 7         | 1         | -      | -      | 37      | 7       |
| «Динамо» (Київ)     | 1995—96 | Вища ліга  | 29        | 6         | 4     | -     | 3         | 1         | -      | -      | 36      | 7       |
| «Динамо» (Київ)     | 1996—97 | Вища ліга  | 21        | 1         | 2     | -     | 3         | -         | 9      | 1      | 35      | 2       |
| «Динамо-2» (Київ)   | 1997—98 | Перша ліга | 1         | -         | -     | -     | -         | -         | -      | -      | 1       | -       |
| «Динамо» (Київ)     | 1997—98 | Вища ліга  | 24        | 1         | 7     | 1     | 9         | -         | 4      | -      | 44      | 2       |
| «Динамо» (Київ)     | 1998—99 | Вища ліга  | 19        | 3         | 6     | 2     | 13        | 1         | 6      | 1      | 44      | 7       |
| «Динамо-2» (Київ)   | 1999—00 | Перша ліга | 6         | 2         | -     | -     | -         | -         | -      | -      | 6       | 2       |
| «Динамо» (Київ)     | 1999—00 | Вища ліга  | 7         | 3         | -     | -     | 7         | 1         | 5      | -      | 19      | 4       |
| «Динамо-2» (Київ)   | 2000—01 | Перша ліга | 4         | -         | -     | -     | -         | -         | -      | -      | 4       | -       |
| «Динамо» (Київ)     | 2000—01 | Вища ліга  | 1         | -         | -     | -     | -         | -         | 1      | -      | 2       | -       |
| «Динамо-2» (Київ)   | 2001—02 | Перша ліга | 2         | -         | -     | -     | -         | -         | -      | -      | 2       | -       |
| «Динамо» (Київ)     | 2001—02 | Вища ліга  | 3         | -         | -     | -     | -         | -         | -      | -      | 3       | -       |
| «Динамо-2» (Київ)   | 2002—03 | Перша ліга | 4         | -         | -     | -     | -         | -         | -      | -      | 4       | -       |
| «Ірпінь» (Гореничі) | 2009—10 | Аматори    | -         | -         | 1     | -     | -         | -         | -      | -      | 1       | -       |
| Всього:             | Всього: | Вища ліга  | 176       | 32        | 28    | 5     | 42        | 4         | 25     | 2      | 271     | 43      |
| Всього:             | Всього: | Перша ліга | 52        | 16        | -     | -     | -         | -         | -      | -      | 52      | 16      |
| Всього:             | Всього: | Аматори    | -         | -         | 1     | -     | -         | -         | -      | -      | 1       | -       |